# Stazione di Margonia
La stazione di Margonia era una stazione ferroviaria posta sulla linea Agrigento-Naro-Licata e punto d'origine della linea per Canicattì.